# Chevrolet Opala
El Chevrolet Opala fue un automóvil producido en Brasil por el fabricante  General Motors, a través de su subsidiaria brasileña para la marca Chevrolet. Se trataba de un automóvil de turismo, del segmento E, derivado de los modelos Opel Rekord y Commodore alemán , que fue fabricado desde 1968 hasta 1992. Estaba disponible con dos tipos de motorización: Un 4 cilindros “Iron Duke”, y un 6 cilindros de 250 pulgadas cúbicas, ambos derivados del Chevrolet Nova estadounidense. Según sus fabricantes, esta conjunción fue la que le dio origen al nombre de este auto, ya que “Opala” se puede presumir como un acrónimo del término “Opel Impala”. 
Fue uno de los automóviles más vendidos del Brasil y uno de los más usados por los deportistas del motor, ya que compitió en el extinto Campeonato Brasileño de Turismos y fue el modelo precursor del Campeonato Brasileño de Stock Car, categoría que se mantuvo monomarca durante mucho tiempo. También, fue considerado como el vehículo más veloz del Brasil, hasta la aparición del Ford Maverick y del Dodge Dart, sus rivales por excelencia. Sin embargo, estos dos lograron superarlo debido a que presentaban modelos con motor V8, algo que el Opala nunca presentó. Dejó de producirse en el año 1992, cuando fue reemplazado por el Chevrolet Omega.
Su popularidad en Brasil es comparable con la que tuvo en Argentina el Chevrolet Chevy, con la diferencia de que el Opala se mantuvo más tiempo en producción que su primo argentino, debido al cierre de GM en el país del Plata. A causa de este cierre, el Opala sucedió al Chevy en Chile, país al cual llegaba por importación y que tuvo que recurrir al modelo brasileño para cubrir esa franja, debido al cierre de GM en Argentina.

## Primera Generación (1969 – 1975)
Desde su fundación en enero de 1925 la Companhia Geral de Motores do Brasil S.A., renombrada más tarde como la General Motors do Brasil, solo se especializaba en la producción de vehículos utilitarios. A mediados de la década del ‘60 el Grupo Ejecutivo de la Industria Automovilística (GEIA) instaurado por el entonces presidente Juscelino Kubitschek, gestionó y facilitó el inicio de la producción del primer automóvil Chevrolet nacional. Las opciones barajadas iban desde los estadounidenses Chevrolet Impala y Nova hasta los modelos más económicos de la Opel alemana, como el Kadett, el Olimpia o el Rekord, que llegaron al país importados en pequeñas cantidades. Precisamente la cuestión quedó entre el Kadett y el Rekord, volcándose definitivamente la GMB a este segundo modelo.
El lanzamiento del nuevo modelo estuvo envuelto en una gran expectativa. Su campaña publicitaria incluía personalidades como la actriz Tonia Carrero, el cantante Jair Rodrigues y el futbolista Rivelino, quienes rechazaban ser llevados por otros conductores alegando: “Meu carro vem aí” (Ahí viene mi auto). 
Finalmente con la inauguración del VI Salón del Automóvil de São Paulo, el 23 de noviembre de 1968, hizo su aparición el nuevo Chevrolet Opala. Para su presentación montaron el vehículo sobre una plataforma giratoria, en un stand de 1500 m². También fueron presentados diferentes números artísticos y la recepción de la fiesta estuvo a cargo del mítico piloto inglés de Fórmula 1 Stirling Moss, acompañado de las diferentes señoritas representantes de distintos estados del Brasil.
El nombre “Opala” provenía del Ópalo, una piedra preciosa que es incolora cuando se la extrae del suelo pero que toma diferentes tonos al ser expuesta a la luz. Aunque también hay versiones que indicaban que se trataba de la fusión entre los nombres Opel e Impala, debido a que era un derivado del Opel Rekord alemán, pero motorizado con un impulsor del Chevrolet Impala estadounidense. Sin embargo la propia GM admitió que ese no había sido aún el nombre elegido (había seis nombres finalistas) cuando un periodista lo reveló, lo que provocó que el mismo sea muy popularizado y termine ganando la aprobación de todos.
El primer Opala fue un sedán de cuatro puertas, el cual apareció ofreciendo dos versiones de equipamiento: Especial (el modelo básico) o Lujo. Era un coche mediano-grande para 6 personas, de líneas atractivas y envolventes. Sorprendía con el adoptado estilo de diseño “Botella Coke” empleado en su línea de cintura, un estilo que ya era ocupado por el Chevrolet Corvette. Algunas de las reformas recibidas del Opala con respecto al Rekord fue el reemplazo de los faros ovalados por nuevos faros circulares y con las luces de giro ubicadas debajo de los paragolpes. El logotipo de Opala se ubicaba en la parte final del guardabarros trasero, mientras que la identificación de la cilindrada del motor venía ubicada en los guardabarros delanteros a la altura de las puertas. También las llantas cromadas combinaban con unos neumáticos de cara blanca. Algunas diferencias entre el Especial y el modelo de Lujo eran los elementos exclusivos del segundo modelo, las luces ubicadas en la parte trasera de los guardabarros traseros, tapa de tanque de combustible con llave y acabados cromados. 
En cuanto a su comodidad interior el primer Opala era un automóvil con capacidad para llevar 6 pasajeros, los cuales iban distribuidos en dos filas de asientos enterizos, una adelante y la otra atrás, por lo que no había espacio entre el conductor y el acompañante para albergar una posible palanca de cambios al piso. Esta última, iba ubicada al costado del volante, sobre la columna de dirección, donde también se ubicaba un comando para utilizar la bocina.
Sobre la robustez de sus motores el Opala contaba con dos opciones de motorizado: un 4 cilindros "Iron Duke" de 2509 cm³ (153 pulg. cub.) y 80 CV de potencia a 3800 RPM y un 6 cilindros en línea de 3769 cm³ (230 pulg. cub.) y 125 CV de potencia bruta. Los dos modelos de concepción tradicional con bloque y culata de hierro fundido, y árbol de levas en el bloque. Las válvulas eran accionadas a través de varillas y balancines de articulación esférica (creación de GM), contando con un carburador de cuerpo simple. Estos propulsores fueron usados por primera vez por Chevrolet en los años 1961 en el caso del 4 cilindros con el Chevrolet Nova estadounidense, y en 1963 en el caso del 6 cilindros, con el Chevrolet Impala.
En julio de 1970 hace su aparición el nuevo Chevrolet Opala SS, un coche con alto espíritu deportivo. El Opala SS no era otra cosa más que un Opala sedán, pero con estilo totalmente deportivo por fuera y por dentro. Por fuera los automóviles venían decorados con franjas negras que recorrían el capó, el techo y el baúl. También contaba con bandas laterales que recorrían de punta a punta el auto, donde se podían visualizar el logotipo “SS”, una sigla muy usada por Chevrolet a nivel mundial desde 1961. Por dentro la novedad era que la primera fila de asientos era reemplazada por dos asientos individuales, dando posibilidad de albergar entre medio de ambos la palanca de la caja de cambios. Venía también con elementos como volante de tres rayos, cuentavueltas, neumáticos sin cara blanca o llantas deportivas de 5”. En cuanto a lo mecánico el nuevo Opala SS ofrecía un nuevo concepto en motores, siendo presentado el nuevo motor “250” de 4.1 litros y 140 CV de potencia a 4000 RPM. También, la novedad venía en cuanto a la transmisión, pasando a equipar una nueva caja de cambios de 4 marchas. 
En 1971 la nueva gama traía un rediseño en su parrilla incluyendo además un diferencial más largo en los modelos con motor de 4 cilindros. También se podían diferenciar 3 tipos de versiones de Opala: Especial (básica), SS (deportiva) y Gran Luxo (tope de gama). Y en septiembre de ese año hizo su debut la Coupé Opala, el coche más exitoso de la gama. Con su característico techo con caída fastback, puertas sin parante y sin molduras cromadas, la cupé era el coche ideal para aquellos amantes de un coche netamente deportivo. Este coche, a diferencia de la berlina, era un derivado del modelo Opel Commodore, también basado en el sedán Opel Rekord pero de corte más deportivo. Esta cupé contaba con diferentes equipamientos provenientes del Opala SS, asientos delanteros individuales, volante de tres rayos y motorización de 4.1 litros con caja de 4 velocidades. En 1972 incorporó a su equipamiento, elementos de seguridad como traba de volante o tapa de tanque de combustible con llave.
La nueva gama 1973 recibía un nuevo rediseño con una nueva parrilla, nuevas luces de dirección y marcha atrás, asientos reclinables, aire acondicionado y frenos delanteros a disco con servofreno en las versiones de 6 cilindros. También en ese año eran ofrecidas las versiones Gran Luxo (sedán o cupé) con techo de vinilo blanco. 
Para 1974 el motor de 4 cilindros fue reformado de 153 pulgadas cúbicas a 151, con pistones de mayor diámetro pero de menor carrera, obteniendo así un mejor resultado en relaciones de compresión y mayor potencia (94 CV, contra los antiguos 80 CV). Curiosamente los diámetros y carreras de los pistones eran los mismos que el Ford Maverick, solo que el Ford era un V8 y el Chevrolet un 4 cilindros, por lo que era considerado un “medio Maverick”. También llegaba como opcional la caja de cambios automática de 3 marchas, con palanca de cambios al volante. La versión SS pasaba a adquirir una versión de 4 cilindros con un motor 151-s con carburador de doble cuerpo y múltiple de admisión de aluminio, en vez de hierro fundido que producía 98 CV brutos, siendo una estrategia para combinar su espíritu deportivo, con las tendencias de los bajo consumo en los períodos que la gasolina era muy cara.

## Segunda Generación (1975 – 1980)

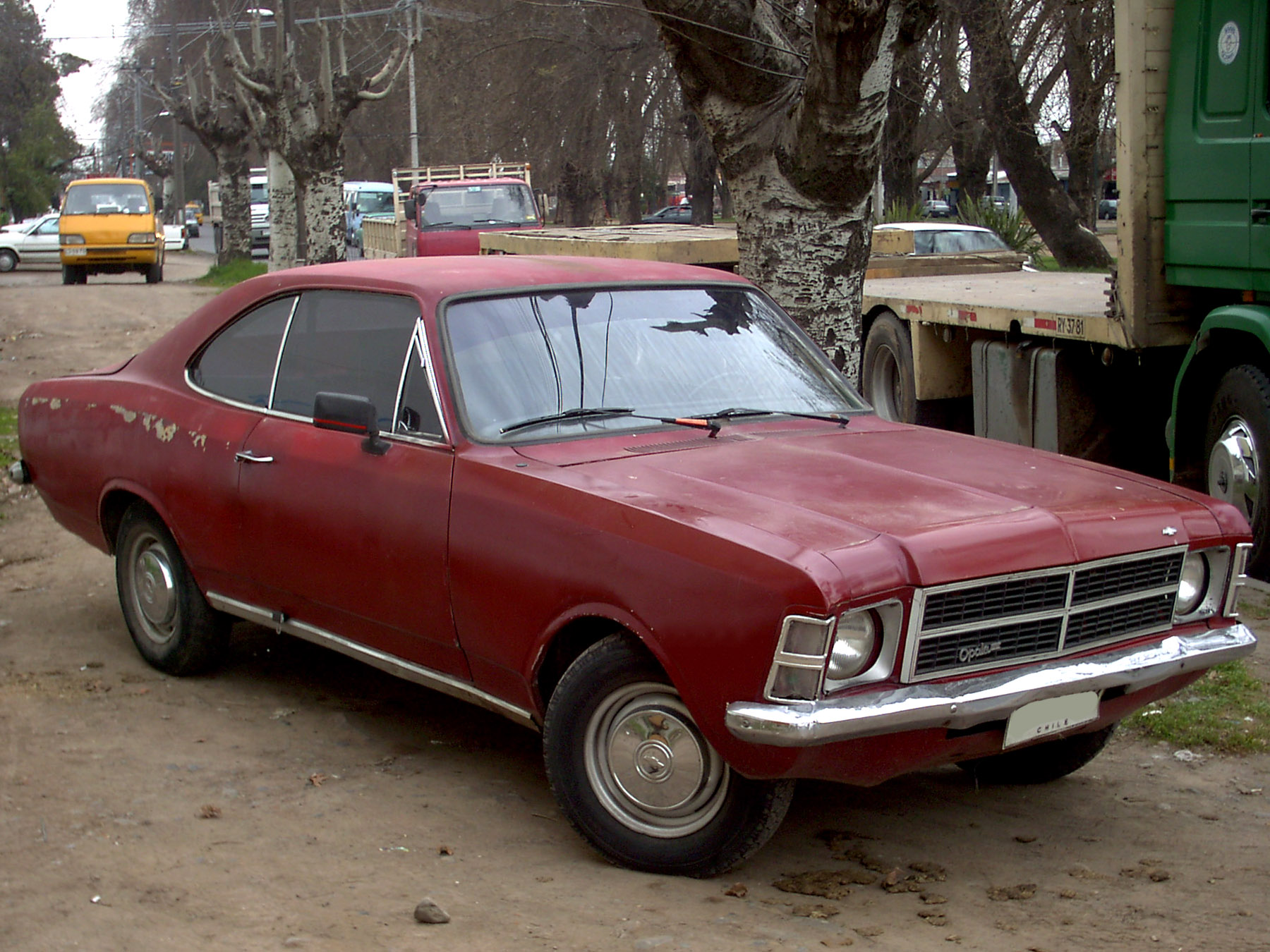
Opala Coupé 1978

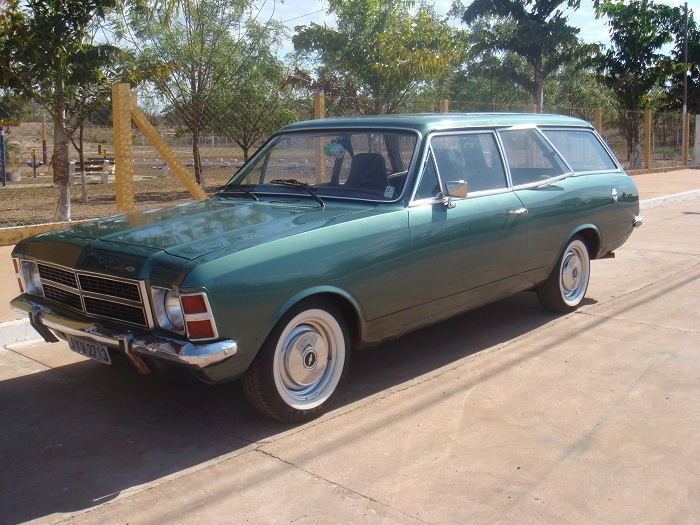
Opala Caravan 1979

En 1975 el Opala recibía una renovación parcial en su diseño, cambiando totalmente su trompa. El nuevo diseño se ajustaba a los parámetros usados por Chevrolet durante la época. Una parrilla sobresaliente con respecto a los faros, la adopción de nuevas molduras cuadrangulares en los mismos y las luces de giro al costado de estas daban testimonio de este rediseño. Otro detalle tenido en cuenta en el rediseño del Opala fue la apertura de su capó de atrás para adelante, evitando así más de un inconveniente ante una apertura involuntaria en pleno movimiento. Atrás también fue rediseñado el sistema de faros, pasando a llevar nuevos faros circulares en lugar de los pequeños faros rectangulares.
En ese mismo año una novedad que se hacía presente en el mercado era la nueva Caravan, la versión familiar del Opala que tenía el mismo diseño de la familiar del Opel Rekord, pero solo tenía opción de 3 puertas (conductor, acompañante y maletero). Este familiar estaba planeado para ser presentado en 1969, pero fue continuamente postergado debido a que la GM tenía centrados sus esfuerzos en la línea del Chevette. En cuanto a su motorización la Caravan ofrecía los mismos motores de 2.5 y 4.1 litros, con caja de 4 velocidades y su equipamiento se complementaba con servofrenos de serie. 
Otro modelo presentado en ese año fue el Opala Comodoro. Se trata de la versión lujosa del modelo que traía consigo un acabado superior con techo revestido en vinílico, apliques de jacarandá en el panel, radio y reloj además de la oferta de dirección asistida y neumáticos más grandes. A todo esto la versión básica era denominada solamente como Opala y ya no como Especial, mientras que la versión SS pasaba a equipar butacas individuales con respaldo regulable y apoya cabezas. El motor de 4.1 litros pasaba a ganar 8 CV más, pasando a erogar 148 CV brutos con un carburador de doble cuerpo y pasaba a tener sistema de refrigeración sellado.
En 1976 se aumentaba la tasa de compresión levemente de 7:1 a 7,5:1 y el motor 151-s pasaba a estar disponible en toda la gama, dejando de ser estrictamente de la versión SS-4. El acabado interno era monocromático en negro o marrón y había opción de bancos individuales reclinables, con o sin respaldo alto. En el Comodoro coupé aparecía el techo tipo “Las Vegas”, con la parte posterior revestida en vinilo y caja de cambios automática con palanca al piso.
También en ese año fue lanzado el nuevo Opala SS, la versión más radical del modelo en conceptos deportivos. Se trataba de una cupé equipada con un motor 250-S modificado para fines deportivos. Este nuevo motor ofrecía una relación de compresión de 8,5:1 exigiendo gasolina de mayor octanaje. También traía comandos de válvulas de mayor duración y carburadores de doble cuerpo DFV o Solex-Brosol. La potencia de este motor pasaba de 140 CV a 171cv a 4800rpm brutos e 32,5kgfm a 2600rpm suficientes para acelerar de 0 a 100 km/h en 10 segundos y llegar a rodar hasta los 200 km/h de máxima. Este motor también equipó a la Caravan SS en 1978. Además de este motor, el SS ofrecía nuevas llantas de 16 pulgadas y faros antiniebla.
En 1977 era presentada una nueva versión de caja de cambios. Hasta ese entonces el Opala utilizaba una caja de cambios de tres y otra de cuatro marchas ambas con la última marcha directa, lo que no representaba una reducción en el nivel de ruido y en el consumo en la carretera. Fue así que la nueva caja de cambios presentaba la novedad del cambio con sobremarcha en la cual la tercera era directa y la cuarta tenía una relación de 0,86, o sea un 14% más larga. El efecto fue el esperado: un coche más silencioso y económico en velocidades de ruta.
La línea 1979 traía carburador de doble cuerpo, tanque de combustible de mayor tamaño (65 litros contra 55 de la versión anterior) y freno de mano con palanca entre los asientos. También fue presentada la nueva versión Diplomata, con revestimiento interno de abedul, consola en vinilo, aire acondicionado, ruedas de aluminio y acabado plateado en los faroles y la parrilla. A pesar de figurar en el manual de usuarios de ese año, no llegó a ser comercializado como modelo de ese año. La nueva versión SS, traía espejos retrovisores deportivos a ambos lados.

## Tercera generación (1980-1992)

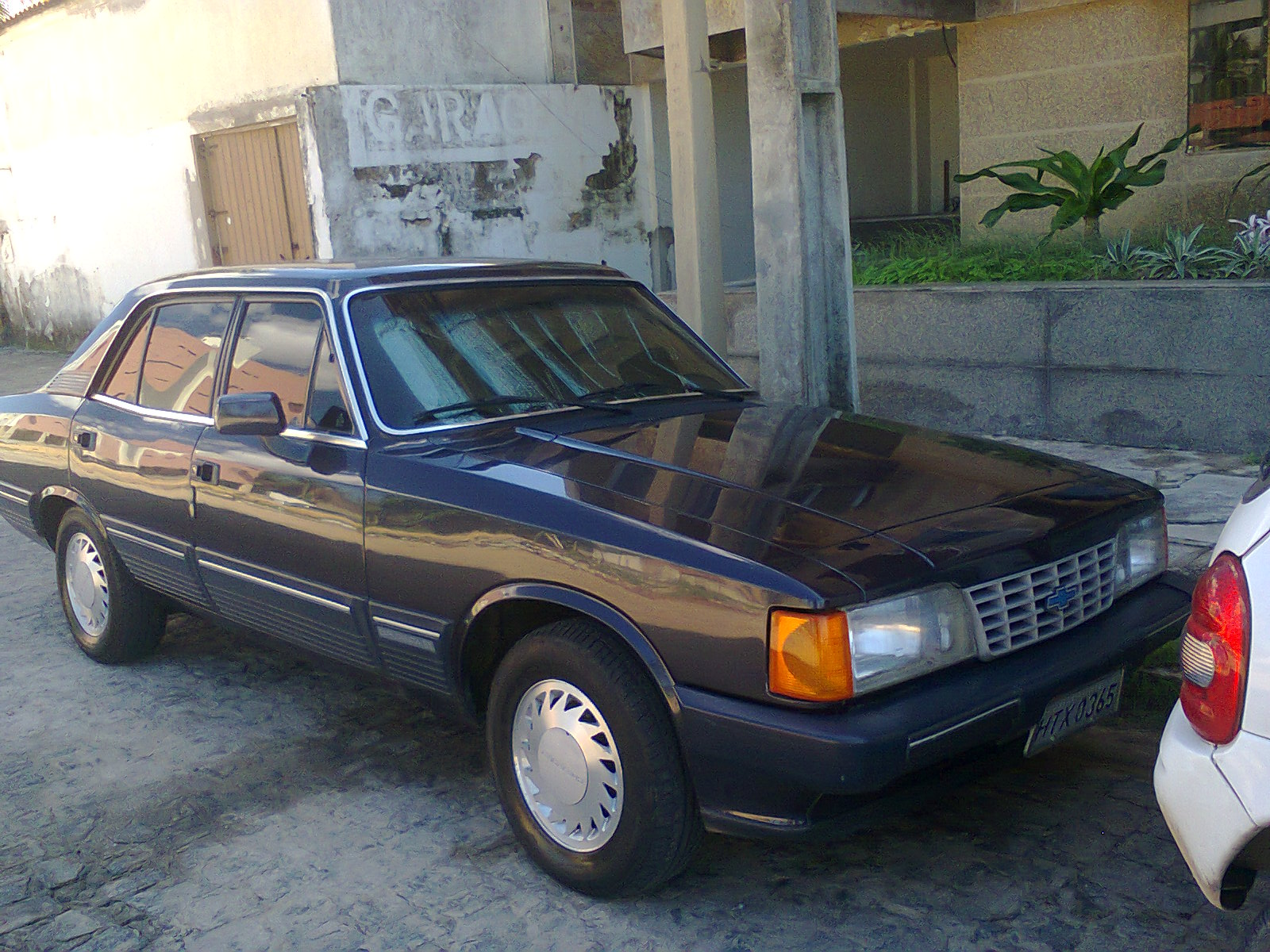
1990 Chevrolet Opala 4.1 Diplomata SE

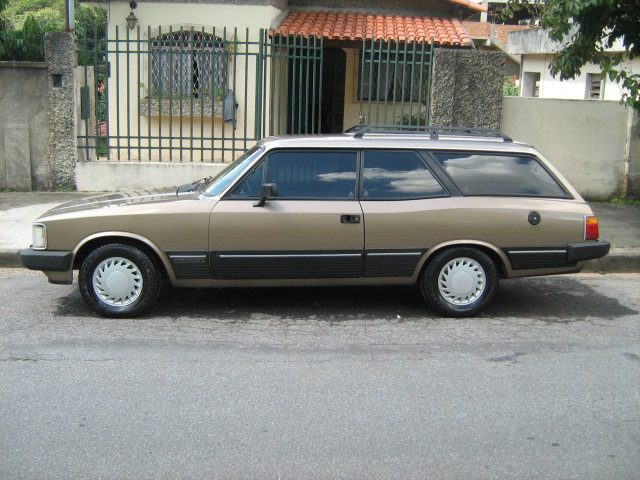
Chevrolet Opala Caravan 1987

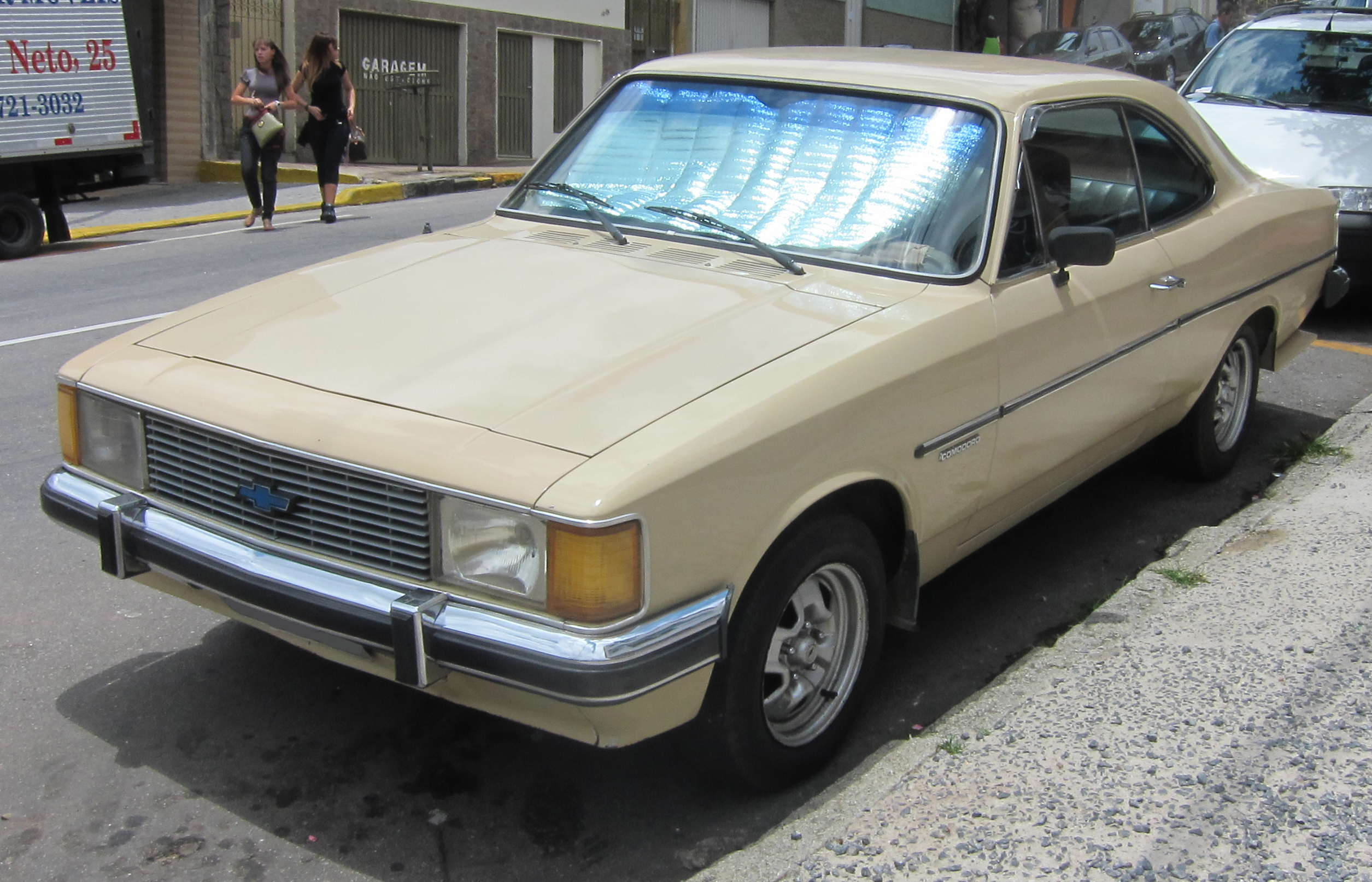
Chevrolet Comodoro

En 1980 el panorama encontraba una situación favorable para General Motors. La constante demanda del público queriendo adquirir un Chevrolet Opala hizo que las ventas se eleven llevando a la General Motors al liderazgo, y consolidando un modelo que de por sí era económico en todos sus aspectos. Todo esto también en desmedro de su rival más directo el Ford Maverick, que veía como su producción decaía y sus costos eran cada vez más elevados, al contrario del Opala. Esta situación hizo poner punto final a la producción del Maverick en 1979, allanándole el camino al Opala en su segmento.
Sin embargo este reinado pronto se vería amenazado por una nueva corriente moderna encabezada precisamente por Ford y su nuevo modelo Ford Del Rëy, un coche de medidas y prestaciones menores al Opala, pero con todo un equipamiento de lujo para sus compradores. Es así que para 1980, General Motors tenía planeado un nuevo rediseño para el Opala, ofreciendo el mismo modelo, pero con las exigencias modernas que el público requería.
En ese año el concepto de diseño era el uso de líneas rectas. El capó y el maletero adoptaban líneas rectas muy usadas en ese momento. El coche también recibió un nuevo rediseño fuerte en su frente y trasera, pasando a llevar grandes faros rectangulares, luces de dirección envolventes y paragolpes más grandes, con una faja central negra en lugar de cromada. También, una tapa superficial aparecía para cubrir la boca del tanque de combustíble.
Respondiendo a las exigencias del mercado, el nuevo Opala adoptaba neumáticos radiales de 175/80-14 o 195/80-14 según las versiones. Curiosamente, solo el Opala, el Volkswagen Fusca y el Brasília no presentaban esos neumáticos. Y debido a la rigidez de las bandas laterales de estos cauchos, se diseñó un nuevo tipo de suspensiones, siendo regulados sus muelles, amortiguadores y silenciadores, más allá de una barra estabilizadora más gruesa y opción de ruedas de 6 pulgadas de talla de serie en el SS y el Diplomata.
También lo mecánico sumaba una nueva opción de motorización, pasando a ofrecer un nuevo motor a alcohol de 98 CV de potencia bruta y con un mayor torque de 20,1 kgmf que el motor movido a gasolina (18 mkgf). El Diplomata permanecía como tope de gama, ofreciendo aire acondicionado, radio pasacassette, antena eléctrica, ruedas de alumínio y dirección asistida. Como opcional, figuraban el techo de vinilo, neumáticos radiales, caja automática y el motor 250-S. La Caravan ofrecía opcionalmente limpiador de vidrios traseros y toda la gama adoptaba una válvula reguladora de presión en los frenos traseros que permitía evitar que las ruedas se bloqueen en frenadas bruscas. En 1981, desaparecía la versión SS y en 1982 aparecía una serie especial: La Silver Star. La misma ofrecía al Opala pintado en colores azul o verde metalizados pero con acabados simples. También en ese año, el Diplomata adoptaba parabrisas laminado, volante acolchonado y vidrios verdes.
Los motores a alcohol pasaban a equipar sistemas de ignición electrónica y un tanque más grande de 84 litros, lo que permitía que el coche tuviese mayor autonomía y pasase el fin de semana sin visitar una gasolinería. El tanque pasaba a ocupar más espacio reduciendo la capacidad de carga del maletero. Insólitamente esta medida respondía a un decreto emitido por el Poder Ejecutivo que prohibía a las bocas de expendio abrir los fines de semana y de 20 a 6 horas en los días hábiles, para poder paliar la situación económica de Brasil.
En 1983 hacía su estreno la caja de cambios de 5 marchas, que venía disponible en la versión de 2,5 litros. Esta caja tenía una relación en cuarta velocidad de 1:1 y la quinta velocidad multiplicada, lo que permitía una mayor economía en el consumo en carreteras. En este cambio, la palanca figuraba en un prolongamiento de la caja hacia atrás, con un plus de precisión. En 1984 hizo su aparición el modelo con motor de 4.1 litros movido a alcohol, el cual fue ofrecido hasta 1990.
En 1985 eran introducidos los cambios estéticos más notables de esta tercera generación de Opalas. En su diseño comenzaba a ser más notoria la implementación de plásticos en el armado del auto. Comenzaban a ser visibles las molduras laterales de las puertas, las punteras plásticas de los paragolpes, los nuevos espejos retrovisores y las nuevas manijas de apertura embutidas en las puertas. En el Diplomata se adoptaron largas molduras plásticas que surcaban de punta a punta la parte inferior de los laterales y nuevos faroles de largo alcance conformando el conjunto óptico. En los parantes traseros, por encima de los guardabarros, eran visibles nuevas molduras que simulaban ser salidas de aire.
Por dentro el instrumental recibía un nuevo diseño, con formato rectilíneo. Las butacas tenían apoya cabezas separados y se comenzaba a ofrecer también levantacristales eléctricos, trabapuertas y retrovisores cuya ausencia era muy lamentada en el caso del Diplomata.
En agosto de aquel año la Caravan por fin ganaba su versión Diplomata, con los mismos lujos del sedán y dos novedades: portaequipajes de fábrica en el techo y un panel divisorio entre el habitáculo y el maletero. Esta fue una respuesta a la Volkswagen Quantum, lanzada casi al mismo tiempo, sin embargo algo que le jugaba en contra a la GM, era el hecho de que no presentaba una versión 5 puertas de la Caravan.
En marzo de 1982 era presentado el Chevrolet Monza, un vehículo de mediano porte derivado del alemán Opel Ascona, que se ubicaba por encima del Chevrolet Kadett y por debajo del Opala. Su aparición significó un verdadero éxito para la General Motors, tal es así que el coche se mantuvo al tope de las ventas entre 1984 y 1986. Esta presentación, sumada a la propuesta de Autolatina que luego de fusionar en 1980 a Ford y Volkswagen presentaba versiones renovadas del Del Rëy y el Santana, evidenciaban el envejecimiento del Opala. Fue así que en 1988 surgió un nuevo restyling en el frente y la parte trasera. En ese año los Opalas comenzaban a estrenar nuevos faros trapezoidales en el frente, y luces traseras más grandes. Gracias al retoque de 1985 no fueron necesarios grandes cambios a excepción de la sección frontal del capó, que bajaba más hacia la parrilla de diseño inspirado en el Monza.
Las versiones fueron renombradas como Opala o Caravan SL, Comodoro SL/E y Diplomata SE, aunque también había versiones Opala L, las cuales estaban destinadas a las flotas empresariales, jurídicas y gubernamentales. En el interior eran apreciables el nuevo volante, el nuevo diseño del instrumental (ahora con iluminación directa) y algunos ítems novedosos en la industria nacional: volante regulable en altura con opción de siete posiciones, salidas de aire acondicionado para las plazas traseras, alarma sonora para faroles encendidos, temporizadores para los faros y luz interna y levantacristales eléctricos. Casi todo venía de serie en la opción Diplomata SE. 
Meses después era ofrecida una nueva caja de cambios automática de origen ZF, similar a la usada en Europa por BMW o Jaguar, con cuatro marchas y bloqueo de conversión de torque. Este coche no fue el primero en presentar este tipo de caja, pero si fue el primero en presentar sobremarcha. De hecho, el Dodge Polara brasileño ofrecía una caja automática de cuatro marchas, pero la cuarta era directa sin posibilidad de reducción de rotación en carretera, con respecto a las otras marchas. Junto a esta caja otras novedades fueron el eje cardánico bipartido (para evitar vibraciones), amortiguadores presurizados y barra estabilizadora delantera más gruesa, para evitar que el coche se incline en las curvas. Para 1989 desaparecía la versión cupé, inclinándose a la preferencia del público por los sedanes de 4 puertas.
Un año después fueron adoptados faros ahumados en la parte trasera (solo en el Diplomata) y un nuevo tanque de combustíble de plástico que si bien aumentaba su capacidad de 84 a 91 litros no restaba espacio al maletero, aumentando también su capacidad de carga. Sin embargo en ese año los rumores de un posible reemplazo del Opala se tornaban cada vez más frecuentes luego de un sondeo realizado por la General Motors, que arrojó como resultados una alta aceptación para los nóveles modelos Omega y Senator, presentados por la Opel alemana en 1986 y 1987 respectivamente.
En agosto de 1990 llegaba una optimización en el funcionamiento del motor de 4.1 litros: La relación de compresión iba de 7,5:1 a 8:1, pistones más livianos con aros más estrechos y bielas más largas (las mismas del motor 2.5), carburador Brosol 3E (el mismo del Monza) y un nuevo múltiple de admisión. La potencia pasaba de 135 a 141 CV en el motor a alcohol y de 118 a 121 cv en el de gasolina, con reducciones en el consumo y contaminación (hasta un 18% según declaraba la fábrica).
Un año después en 1991 el Opala recibía la última alteración a su diseño: Parachoques envolventes en plástico polipropileno, una nueva parrilla delantera, llantas de 15 pulgadas con neumáticos 195/65 en el caso del Diplomata y la desaparición de los ventiletes en las puertas delanteras con la incorporación de nuevos espejos retrovisores en el sedán, pero no así en la Caravan. También en el interior innovaban el nuevo volante de empuñadura óptima, nuevos paneles en las puertas y revestimiento premoldeado en el techo.
En cuanto a su mecánica con la desaparición del Alfa Romeo 2300 en 1986, el Opala pasó a ser el único coche brasileño que ofrecía frenos a discos en las cuatro ruedas, con dirección asistida Servotronic. Esta dirección con control electrónico nunca más fue utilizada en automóviles pero si en las pickups Chevrolet D-20 y Silverado. Otra novedad fue su nueva batería sellada exenta de manutención, aunque un pequeño retroceso fue la vuelta del ventilador de radiador a su accionamiento mecánico a correa. Al final de ese año fue introducido el catalizador para atender las exigencias de la fase 2 del Proconve (Programa de Control de la polución de aire por Vehículos Automotores) y la incorporación de la caja de cambios en los modelos de seis cilindros.
Finalmente, el 16 de abril de 1992 se dio por finalizada la producción del Chevrolet Opala en la planta que General Motors posee actualmente en São Caetano do Sul, São Paulo. El cierre de su producción se dio justo el mismo día en que se produjo la unidad número un millón. En este caso fueron dos los modelos que indistintamente se llevaron el título de ser la unidad un millón: Un Diplomata con caja automática y una Caravan destinada para su uso como ambulancia. Sin embargo para darle un verdadero marco de despedida al Opala, fue lanzada la serie especial Diplomata Collectors. La misma venía acompañada de un certificado, una cinta que reproducía parte de la producción e historia del Opala y un juego de llaves bañadas en oro. También en lugar del logotipo Diplomata, figuraba la palabra Collectors en el volante y en su parte trasera. Esta serie especial tuvo un stock de 150 a 200 unidades.
Fue así como se cerró la historia de este coche que tantos recuerdos y alegrías diera a los brasileños, al punto tal de que luego de ser declarado el cierre de su producción, sus fanáticos pasaban frente a los galpones de General Motors, haciendo sonar sus bocinas en señal de protesta por la medida tomada. Dejó tantos recuerdos y alegrías que su carisma no fue igualado por ningún otro automóvil, ni siquiera por su sucesor, el también popular Chevrolet Omega. Fue así como terminó la historia del Chevrolet Opala, el auto brasileño por excelencia.

## Galería de imágenes

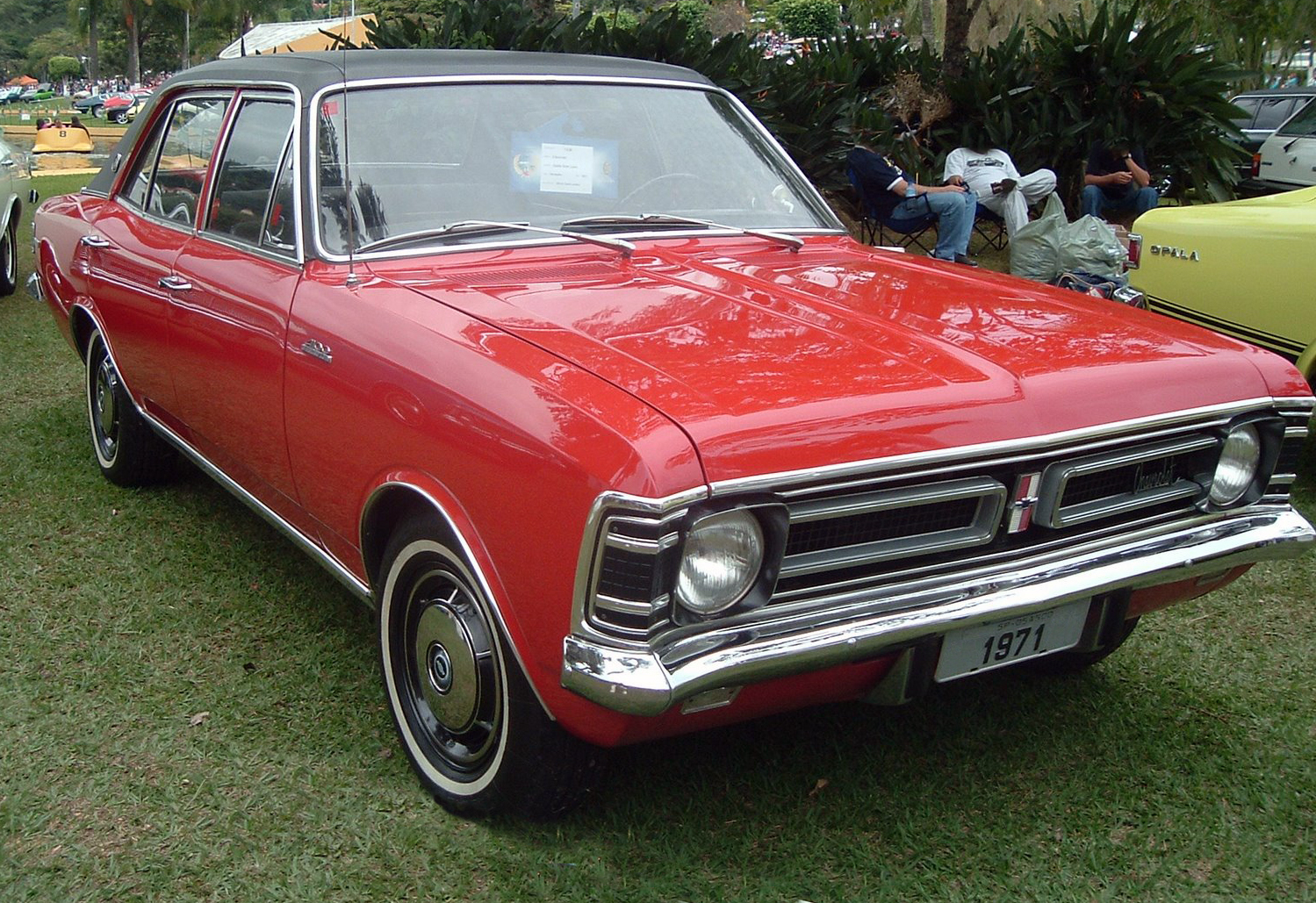
Chevrolet Opala 3.8 l 1971
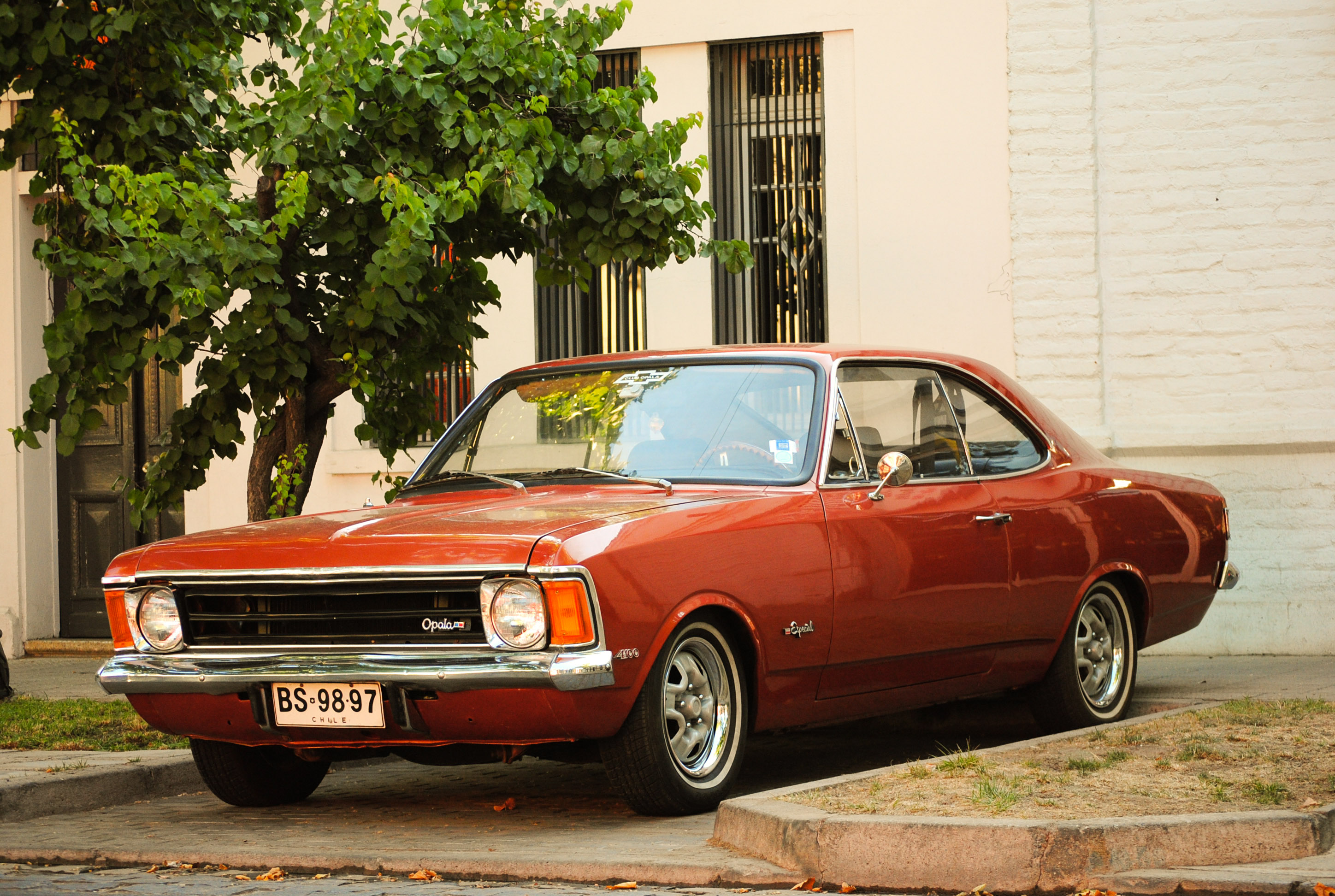
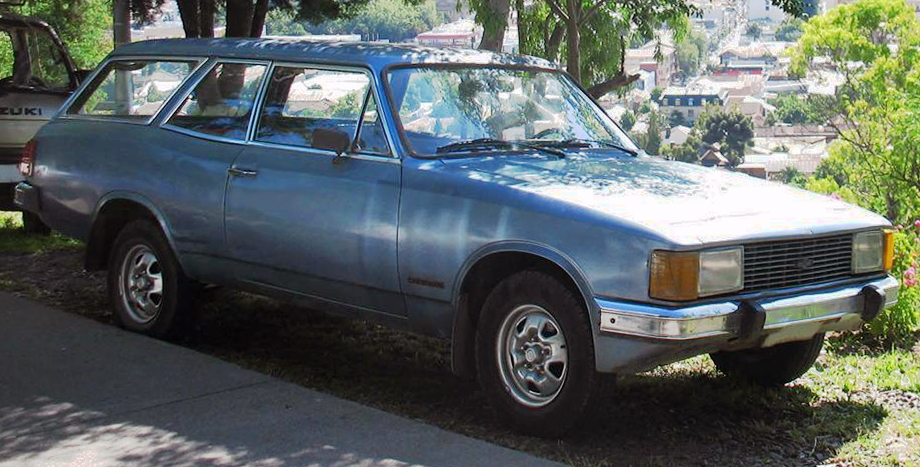
Chevrolet Opala Caravan 1982
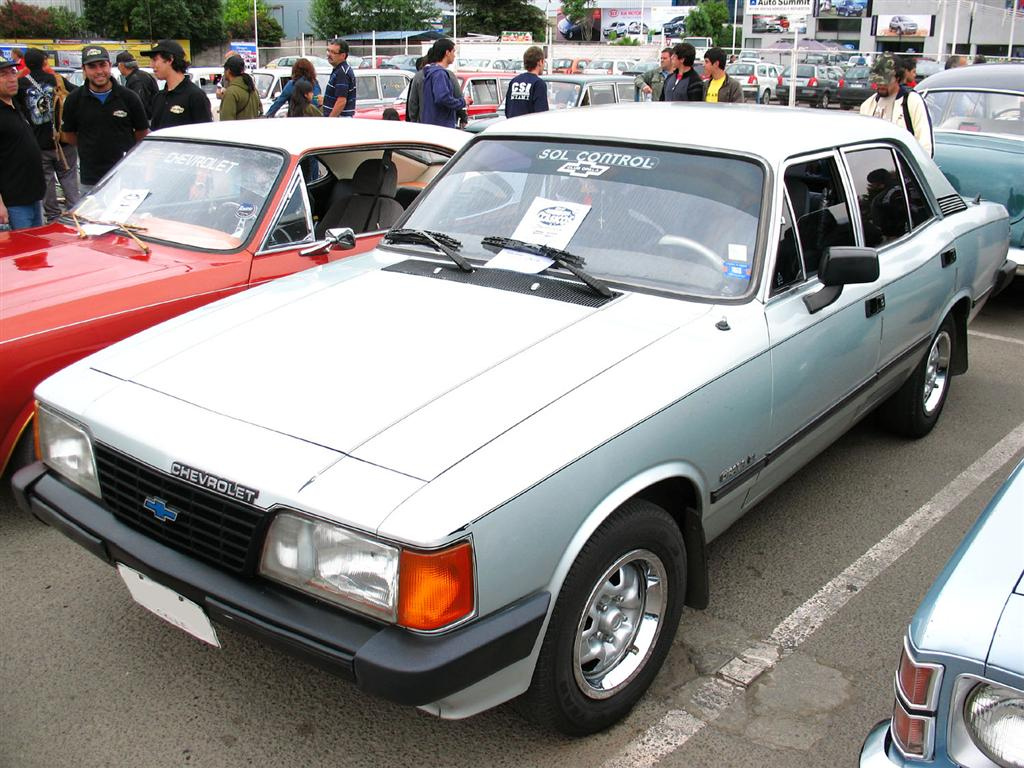
Chevrolet Opala SL 1990
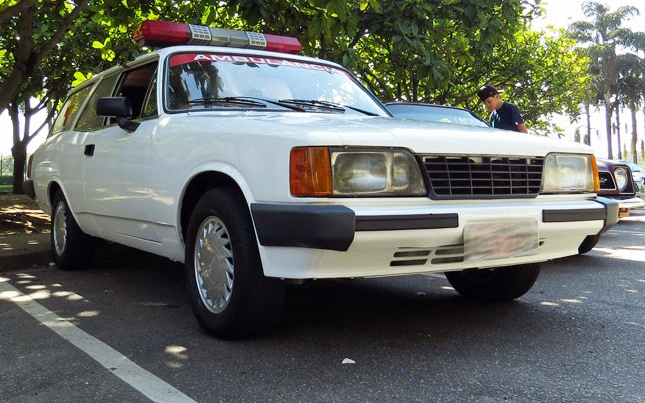
Opala Caravan, reconvertido en ambulancia

## Ámbito deportivo

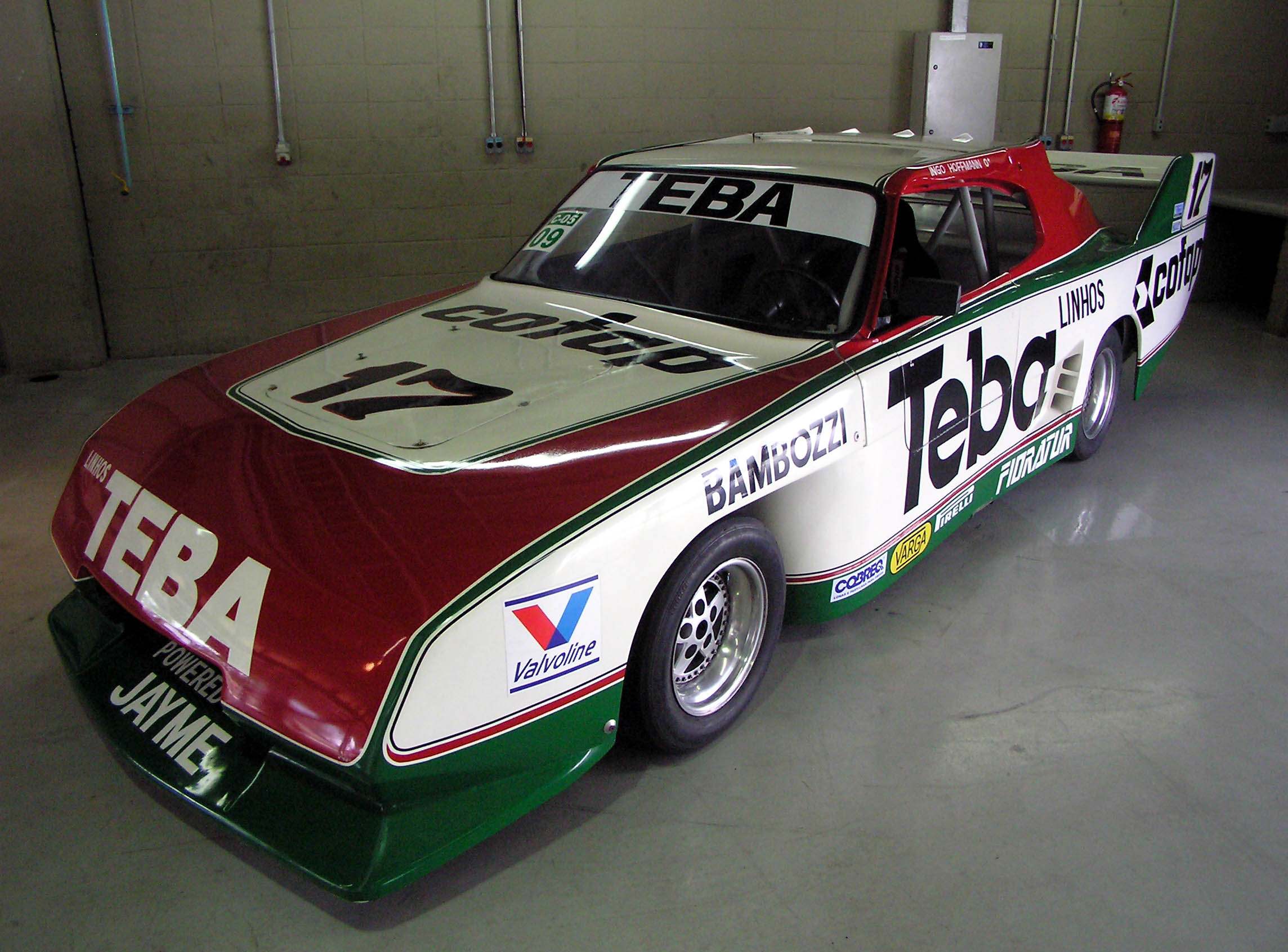
Chevrolet Opala 1988 de Ingo Hoffmann.

En el ámbito deportivo el Chevrolet Opala fue muy utilizado por diferentes pilotos de automovilismo brasileño. Nombres como Pedro Víctor de Lamare, Toninho da Matta, Luiz Pereira Bueno, Pedro Carneiro Ferreira, Bob Sharp o Ingo Hoffmann pueden dar testimonio de ello. Debido a su gran cilindrada fue instaurado en 1971 la División 1 del Campeonato Brasileiro de Turismos, en la cual participaban coches de entre 4 y 5 litros de cilindrada. En dicho torneo tomaban partido el Opala frente a su eterno rival, el Ford Maverick y los Dodge Dart. Si bien Chevrolet era una marca que no apoyaba oficialmente a sus pilotos y les daba a los mismos libertad de acción, Ford era todo lo contrario, llevando a sus pilotos a ser atendidos por la misma casa matriz de los Maverick. El Ford Maverick era un automóvil deportivo, con motor V8, mientras que el Opala era un coche mediano con motor de 6 cilindros en línea. Si bien a pesar de que el domínio de los Ford solía ser abrumador, los costos para mantener en pista estos autos eran tan elevados, que la Ford Motor de Brasil decidió en 1978 retirar su apoyo oficial, obligando a sus pilotos a quedar de a pie. Esta situación fue aprovechada por la General Motors do Brasil, que el 22 de abril de 1979 decidió de esa manera crear el Campeonato Brasileiro de Stock Car, teniendo como único modelo para la competencia al Chevrolet Opala. Esta categoría también le dio la posibilidad a aquellos pilotos que corrieran para Ford, de tener su oportunidad de seguir corriendo en el país. Si bien General Motors abandonó la concesión de la categoría en 1987, el campeonato de Stock Car mantuvo como único modelo al Opala, que durante su larga trayectoria recibió diferentes tipos de reformas, llegando a permitirse la posibilidad de equipar al auto con componentes de otras marcas, como la reforma de 1987 cuando los coches recibían componentes de carrocería en plástico o fibra de vidrio marca Caio/Hidroplás, mientras que su sistema de frenos era un combinación entre los frenos delanteros de los camiones Ford F-4000 y los traseros de la Chevrolet D-20. Para 1992 la categoría traía la novedad de la implementación de motores a alcohol. Y fue precisamente en este año cuando el Opala dejó de ser producido, dejando su lugar en 1993 al nuevo Chevrolet Omega, quién además de su plaza heredó el motor 4.1 de seis cilindros del Opala.

### Campeones del Stock Car Brasil con Chevrolet Opala
- 1979 - Paulo Gomes
- 1980 - Ingo Hoffmann
- 1981 - Affonso Giaffone
- 1983 - Alencar Jr.
- 1983 - Paulo Gomes
- 1984 - Paulo Gomes
- 1985 - Ingo Hoffmann
- 1986 - Marcos Gracia
- 1987 - Zeca Giaffone
- 1988 - Fábio Sotto Mayor
- 1989 - Ingo Hoffmann
- 1990 - Ingo Hoffmann

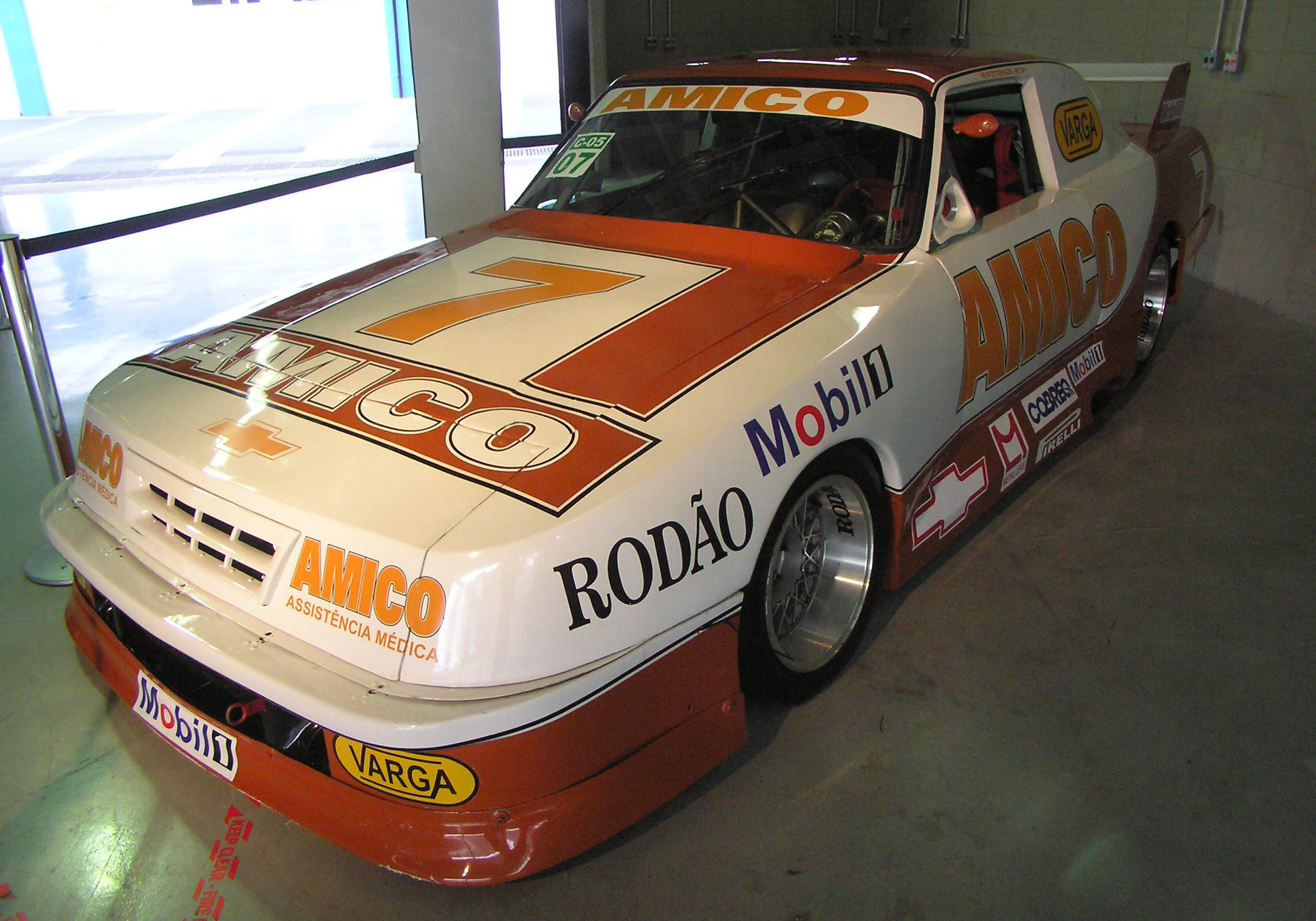
Chevrolet Opala 1992 de Wilson Fittipaldi Jr.

- 1991 - Ingo Hoffmann/Ângelo Giombelli
- 1992 - Ingo Hoffmann/Ângelo Giombelli
- 1993 - Ingo Hoffmann/Ângelo Giombelli

## Curiosidades

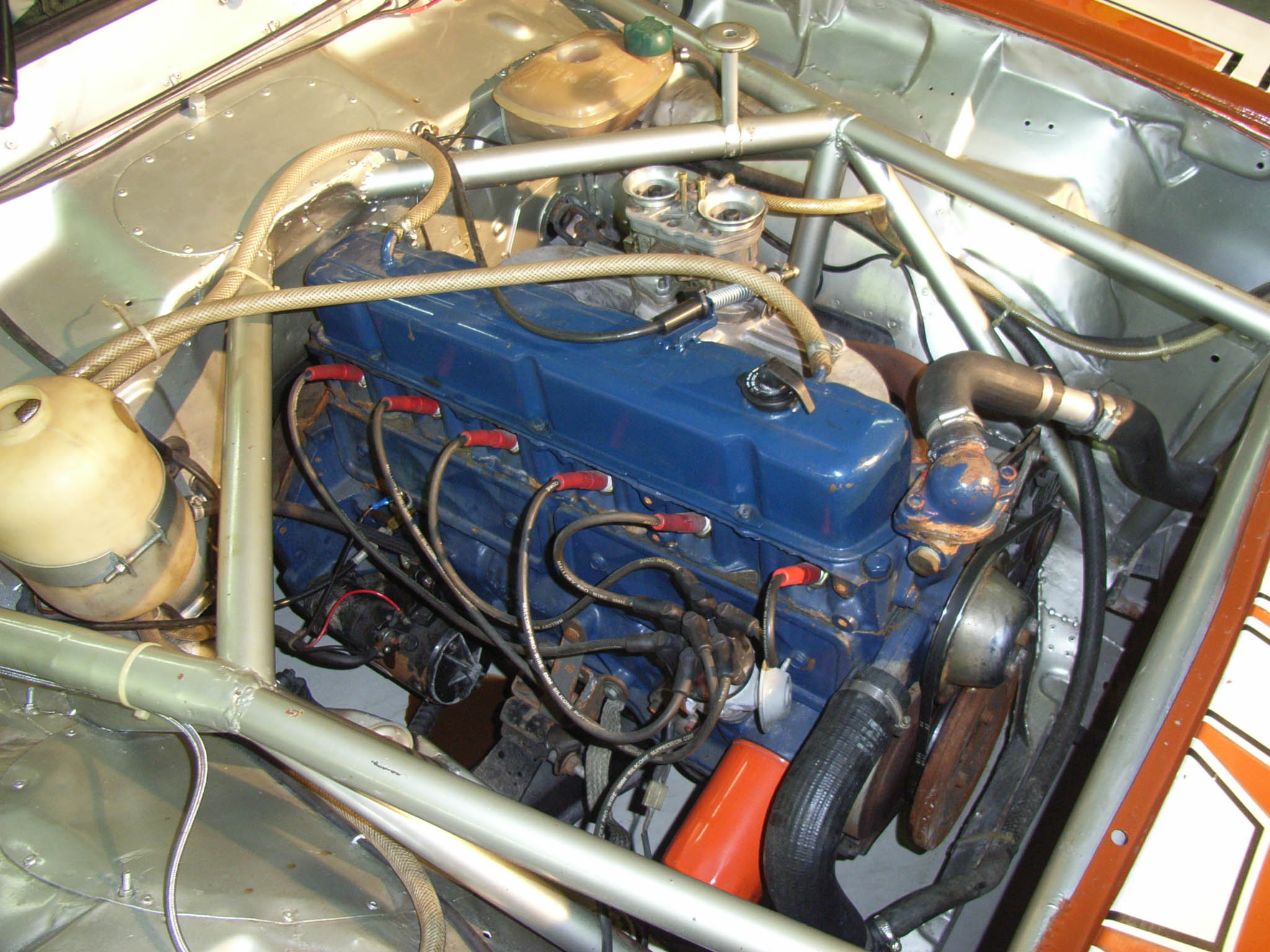
Motor 250 usado en los Chevrolet Opala y Chevy.

Tanto en Brasil como en Argentina General Motors a través de su marca Chevrolet, siempre tuvo una alta aceptación por parte de los usuarios y un gran número de adeptos y fanáticos de sus vehículos. Tal es así que en Argentina el modelo Chevrolet Chevy es el más representativo de la marca, siendo utilizado hasta el día de hoy por pilotos del Turismo Carretera. Mientras que en Brasil el Chevrolet Opala es quien lleva el protagonismo entre los fanáticos de la marca. Como curiosidades es destacable mencionar que tanto uno como otro modelo fueron presentados el mismo año en sus respectivos países (1969). Además también llegaron a compartir los mismos motores de 230 y 250 pulgadas cúbicas. Sin embargo, en Argentina la producción de la Chevy solo resistió 9 años (debido al cierre de GM Argentina en 1978), mientras que el Opala se mantuvo vigente en su país durante 23 años desde 1969 hasta 1992, llegando a recibir un motor impulsado a alcohol. Paradójicamente el éxito de sus rivales de Ford fue diametralmente opuesto, ya que el Ford Falcon argentino se mantuvo vigente durante 29 años (1962-1991) y su primo brasileño Ford Maverick solo estuvo 10 años en el mercado (1969-1979). En 2016, Rogério Ferraresi, en la ciudad de São Paulo, Brasil, creó un coche de pedales Chevrolet Opala. Era la primera vez que se producía este tipo de juguete basado en un Opala.

### En Chile
En el único país sudamericano donde ambos modelos de Chevrolet hicieron furor fue en Chile, ya que el Chevy se importaba de Argentina desde 1971 y con el cierre de General Motors en ese país, los chilenos debieron recurrir al Opala de Brasil para cubrir el espacio dejado tras el cierre de Chevrolet en Argentina. Este coche se importó al país andino desde 1974 hasta 1992, cuando dejó de producirse.
El Chevrolet Opala fue utilizado en Chile tanto por los cuerpos de orden público (Carabineros y Policía de Investigaciones) como por las fuerzas de seguridad de la dictadura militar, así fue como el Opala se convirtió en símbolo de la DINA y posteriormente de la CNI. La mayoría de las detenciones de los opositores a la dictadura militar (entre ellos los detenidos desaparecidos) fueron efectuadas en vehículos Chevrolet Opala. Muchos de estos vehículos han sido usados también como taxis y taxis colectivos, tanto urbanos como rurales debido a su amplia y robusta carrocería y su mecánica fuerte y confiable. En el atentado contra el general Augusto Pinochet ocurrido en septiembre de 1986, uno de los vehículos donde iban algunos de sus escoltas (de los cuales 5 murieron), iban a bordo de los Chevrolet Opala. Hoy este vehículo ha recobrado su antigua fama en las escenas donde aparecen agentes de la CNI en las series Los Archivos del Cardenal de TVN y Los 80 de Canal 13, además en la película "Caluga o Menta" del año 1990 hay una escena donde aparecen un grupo de agentes represivos en una barriada de Santiago que se movilizan en un Chevrolet Opala.
Es preciso señalar que durante los años 80 muchos chilenos sentían miedo cuando veían un Chevrolet Opala estacionado o circulando a baja velocidad cerca de sus casas, lugares de estudio o trabajo, debido a que pensaban que la CNI o algún otro organismo represivo secuestraría o mataría a alguien. Más de uno ha comentado que la dictadura militar era representada en las calles por los Chevrolet Opala con vidrios polarizados (oscuros). Recientemente, el vehículo aparece en la serie Sudamerican Rockers de CHV, recreando cuando el vehículo era de la CNI.
La versión Caravan también tuvo historia especialmente en los años 80s, debido a que la Mutual de Seguridad tuvo entre su flota de ambulancias este modelo.
Tras la disolución de la CNI en enero de 1990 y el retorno a la democracia en marzo de 1990 sólo Carabineros y la Policía de Investigaciones de Chile siguieron ocupando el Chevrolet Opala hasta 1992, cuando cesó su fabricación en Brasil.